# 朗斯多夫湖

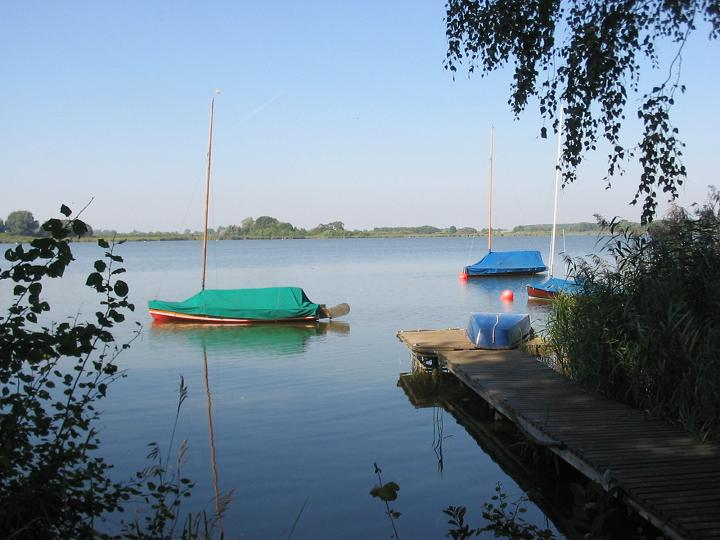

52°17′20″N 13°24′14″E / 52.28889°N 13.40389°E
朗斯多夫湖（德語：Rangsdorfer See），是德國的湖泊，位於該國西南部，由勃蘭登堡州負責管轄，處於泰爾托-弗萊明縣，長3公里、寬1.6公里，面積2.4平方公里，海拔高度36米，平均水深1.5米，最大水深6米，水體容量300萬立方米。